# Willingshäuser Malerkolonie

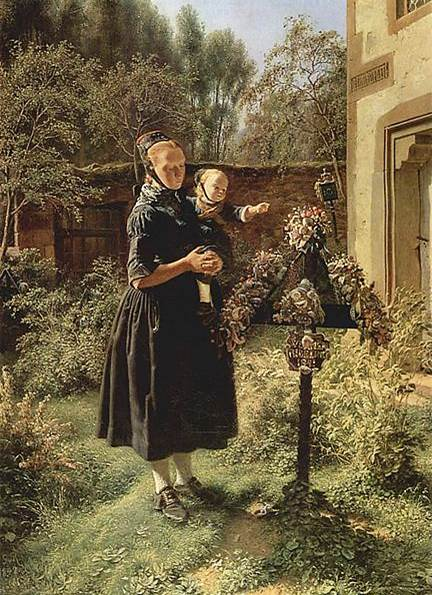
Auf dem Friedhof von Willingshausen von Gerhard von Reutern, Öl auf Leinwand, entstanden 1842

Die Schwälmer Willingshäuser Malerkolonie ist die älteste Künstlervereinigung in Europa. Die der Heimatkunst gewidmeten Sujets in Willingshausen wurden schon vor der 1830 gegründeten Malerkolonie Barbizon bei Fontainebleau durch Gerhardt Wilhelm von Reutern und Ludwig Emil Grimm 1824 gemeinsam aufgegriffen. Willingshausen war Studienort internationaler Künstler und trug zur Popularität der Schwälmer Trachten bei.

## Kunsthistorische Vorgeschichte der Landschafts- und Genremalerei in Deutschland
Die kunstgeschichtliche Entwicklung der Landschaftsmalerei und der Darstellung von bäuerlichen Genreszenen wurde in der Geschichte der Deutschen Malerei bis zum Beginn des 19. Jahrhunderts vernachlässigt. Der Frührenaissancemaler Konrad Witz stellte 1444 die erste identifizierbare Landschaft in der Tempera auf Holz Der wunderbare Fischzug Petri des Genfer Musee d’Arts et d’Historie dar. Erstmals in der abendländischen Malerei wird das Randgebiet des Genfer Sees noch heute erkennbar auf dem Flügel des Petrusaltars als Motiv aufgegriffen. Jedoch hatte die Landschaftsdarstellung in Albrecht Dürers Reiseskizzen, Lucas Cranachs, Hans Baldung Griens, in Gemälden und Stichen Albrecht Altdorfers, Adam Elsheimers und in Zeichnungen und Radierungen Wolf Hubers nachrangigen Einzug gehalten. Es wurden jedoch vorwiegend süddeutsche Landschaften dargestellt. In der deutschen Malerei sind zudem weder so reichhaltige und bedeutende Arbeiten wie in der flämischen Malerei des 16. und 17. Jahrhunderts noch in der englischen Malerei des 18. Jahrhunderts und der französischen Malerei des 17. Jahrhunderts aufzufinden. Jedoch bleibt der Einfluss auf die deutsche Landschaftsmalerei durch die Engländer William Hogarth, Thomas Gainsborough, Joseph Mallord William Turner und John Constable, die Franzosen Nicolas Poussin, Claude Lorrain, Jean Siméon Chardin und Antoine Watteau und die Niederländer Paulus Potter und Jan Steen unverkennbar. Das Bürgerliche Leben bildete erst wieder in der deutschen Malerei Daniel Chodowiecki im 18. Jahrhundert in ihren zahlreichen Kupferstichen und Tierdarstellungen in der Landschaft der Mannheimer Malerdynastie Ferdinand und Franz von Kobell und dessen Sohn Wilhelm von Kobell ab. In einzelnen Werken malte die so genannte Pfälzer Schule erstmals in Deutschland reine Landschaftsbilder. Diese Schule gilt seither als Beginn der deutschen Landschaftsmalerei. Die Pfälzer Schule als Nazarener am Anfang des 19. Jahrhunderts stand noch unter dem Einfluss der italienischen Malerei, und es waren ihnen die italienischen Landschaften weitaus wichtiger als die deutsche Landschaft. Deutsche Landschaften wurden wenig dargestellt, bis schließlich der Tiroler Joseph Anton Koch zu Beginn des 19. Jahrhunderts in Rom seine Schule für Landschaftsmalerei gründete, die auch Ludwig Richter unterstützte. Ideal war zunächst die heroische italienische Landschaft, doch allmählich entwickelte sich die Darstellung des bürgerlichen Lebens und der Landschaft, ausgehend von Koch, in Deutschland. Diese Motive griffen Caspar David Friedrich, Carl Blechen, Ferdinand Johann von Olivier und Moritz von Schwind auf und verbreiteten die Landschaftsmalerei in Deutschland, der Schweiz und Österreich. Die Einbindung der bäuerlichen Genremalerei in die Landschaftsmalerei und die Darstellung der Trachten fand jedoch erstmals in Willingshausen statt.

## Gründung
Es war ein glücklicher Zufall, aber auch zugleich ein persönlicher Unglücksfall, dass in Willingshausen eine Künstlerkolonie gegründet wurde. Gerhardt Wilhelm von Reutern, der als russischer Offizier an der Völkerschlacht bei Leipzig vom 13. bis zum 16. Oktober 1813 teilgenommen hatte, hatte 1814 infolge einer Verwundung an der rechten Schulter den rechten Arm amputiert bekommen. Er kam zur Genesung und Rekonvaleszenz zu den Schwiegereltern seines Bruders in das Schwertzellsche Haus in Willingshausen. Im Sommer 1814 machte er erstmals Bekanntschaft mit Johann Wolfgang von Goethe in Weimar. Goethe erkannte von Reuterns künstlerisches Talent und regte ihn zum Malen und Zeichnen an. Bei zwei weiteren Besuchen in Willingshausen 1815 und 1818 begann er schließlich autodidaktisch, Willingshäuser Bauern, Mägde und die Schwälmer Tracht abzubilden. Er lernte in Willingshausen seine spätere Frau Charlotte von Schwertzell kennen und heiratete sie 1820. Gerhardt Wilhelm von Reutern wurde in Willingshausen zunächst sesshaft und begann für die kaiserlich-russische Familie zu zeichnen und zu malen. Er bezog ein Ehrengehalt der kaiserlich-russischen Familie, das ihm nunmehr seine finanzielle Unabhängigkeit ermöglichte. Als erster erkannte Gerhardt von Reutern den kunsthistorischen Wert der Schwälmer Trachten, die er in zahlreichen Abbildungen als Motiv aufgriff. Viele seiner Werke befinden sich seither in der Petersburger Eremitage. 1824 kam der Kasseler Professor der Kunstakademie, Ludwig Emil Grimm, der jüngere Bruder der Brüder Grimm, zu Landschaftsstudien nach Willingshausen. Das Zusammentreffen und Austauschen dieser beider Künstler im Schwertzellschen Schloss gilt als Gründungsjahr der Willingshäuser Malerkolonie und war zugleich der Anfang der Freiluftmalerei in der Kunstgeschichte. Es folgten weitere Aufenthalte Ludwig Emil Grimms in Willingshausen 1826 und 1827. Gerhardt Wilhelm von Reutern schuf 1829 die Federzeichnung Hute-Eichen, die er seinem Gönner Johann Wolfgang von Goethe schenkte. Die Zeichnung befindet sich heute im Weimarer Goethehaus.

## Klassizismus und Biedermeierzeit

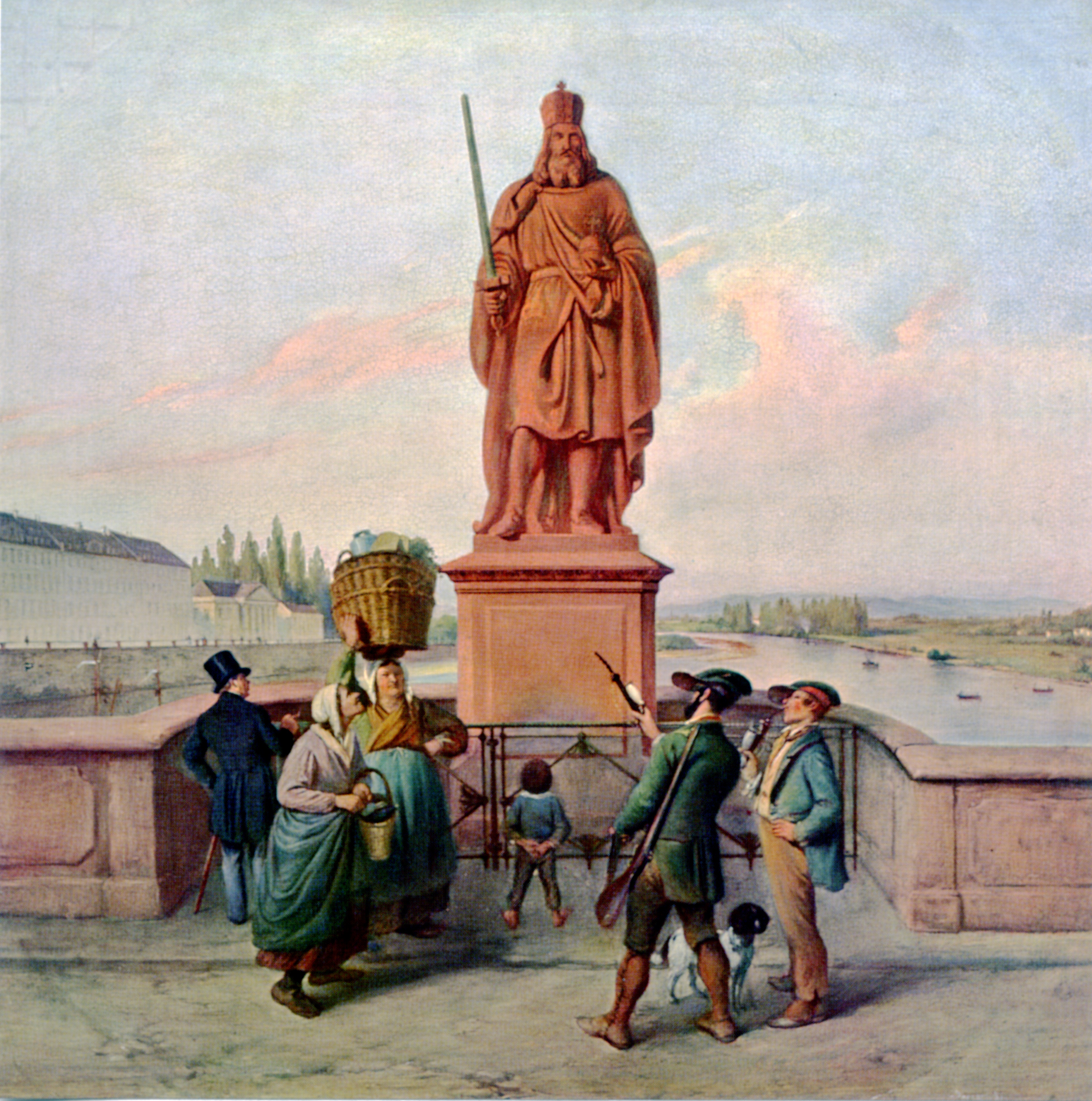
Jakob Fürchtegott Dielmann: Denkmal Kaiser Karls des Großen auf der Alten Brücke in Frankfurt

Ludwig Emil Grimm besuchte mehrmals Gerhardt Wilhelm von Reutern in Willingshausen. 1835 wurde Gerhardt Wilhelm von Reutern Schüler von Theodor Hildebrandt an der Düsseldorfer Kunstakademie. Er brachte 1841 seinen Freund Jakob Fürchtegott Dielmann mit nach Willingshausen, dessen Arbeiten maßgeblich zum Stellenwert Willingshausens als Studienort beitrugen. Von Reutern jedoch lebte anschließend abwechselnd in Russland, Deutschland, der Schweiz und Italien. Er war mit zahlreichen Malern aus Kassel, Düsseldorf und Frankfurt am Main befreundet, die er zu Studienzwecken nach Willingshausen einlud. Zunächst standen die Menschen in ihren Trachten, die Bauern, die reichhaltig geschmückten Fachwerkhäuser und erst dann die Landschaft als Sujet der Maler im Vordergrund. 1844 kam der Frankfurter Maler Jakob Becker erstmals zu Studienzwecken zu seinem Gemälde Der vom Blitz erschlagene Schäfer nach Willingshausen. Das Gemälde befindet sich heute in der Städelschen Kunstsammlung in Frankfurt.

## Romantik – Willingshausen wird zum internationalen Studienort

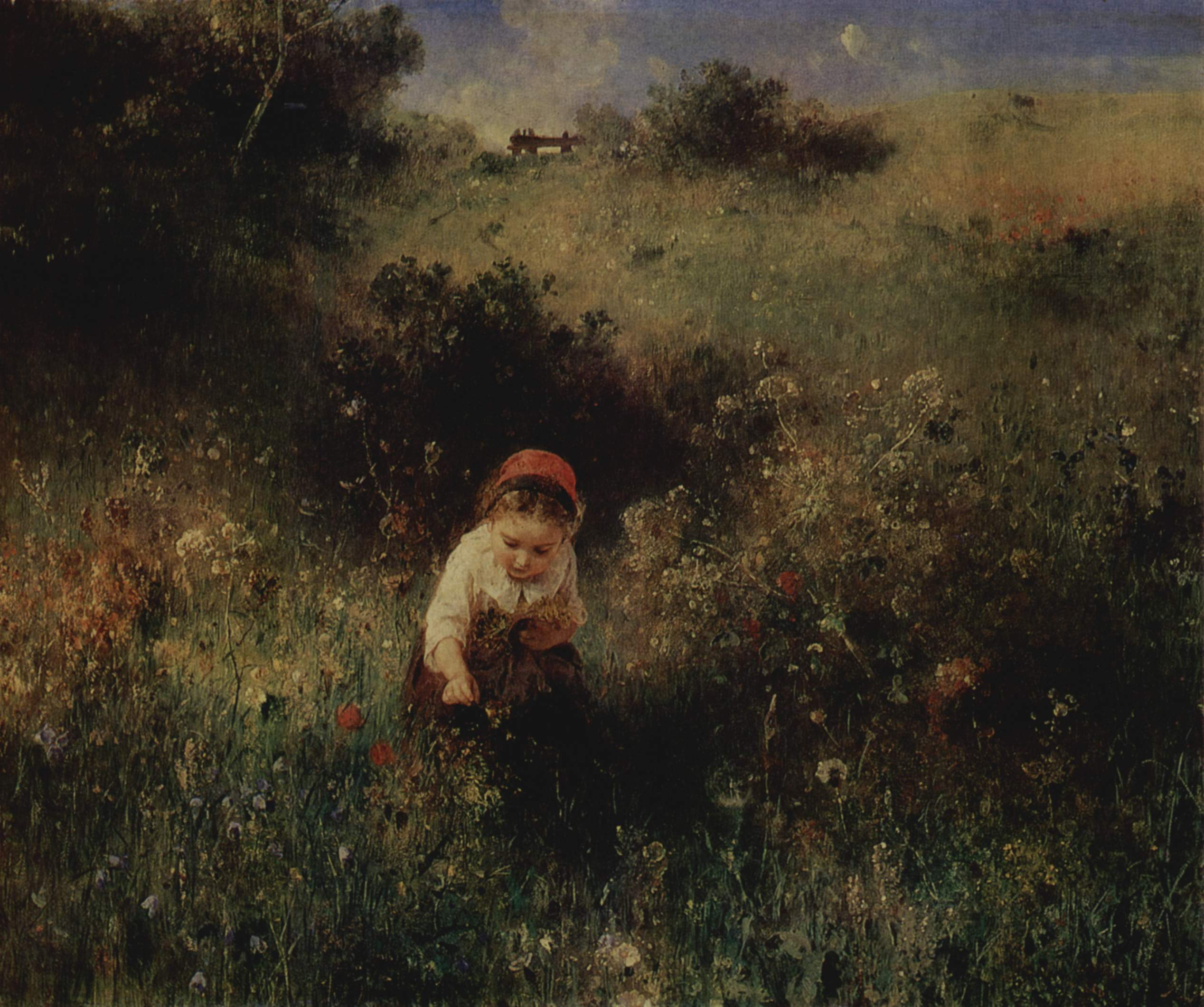
Ludwig Knaus: Ein Mädchen auf dem Feld, 1857

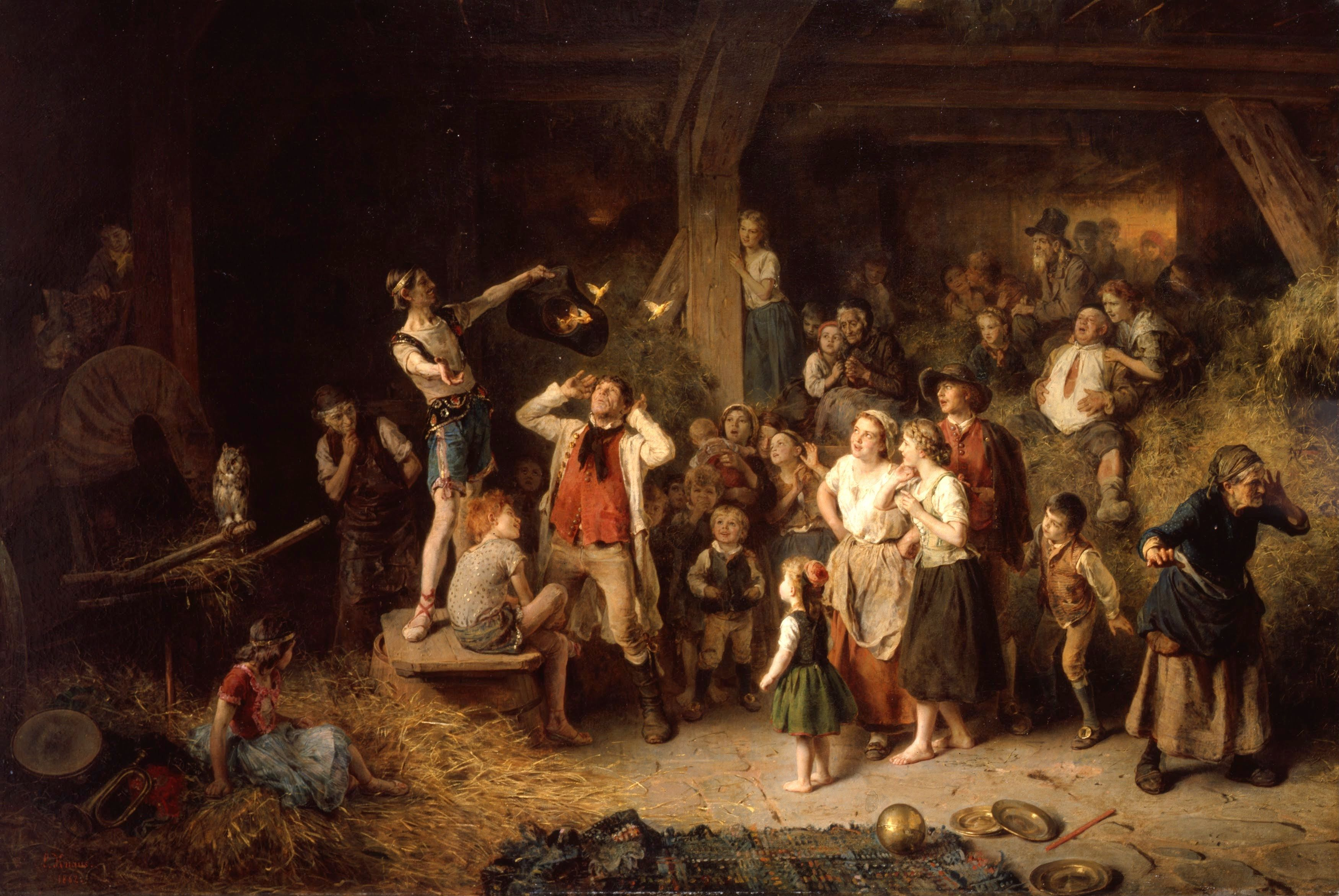
Ludwig Knaus: Der Taschenspieler in der Scheune, 1862

Es folgte eine fünfjährige Zeit, in der kein weiterer Maler Willingshausen aufsuchte, doch kamen erstmals die Absolventen der Düsseldorfer Kunstakademie, der Wiesbadener Ludwig Knaus und Adolf Schreyer 1849 von Frankfurt am Main nach Willingshausen. Beide suchten künstlerische Orientierung aus einer allgemeinen Halt- und Ratlosigkeit der politischen Veränderungen in Düsseldorf und Frankfurt. Ludwig Knaus wurde zu seiner Übersiedlung nach Willingshausen durch Jakob Becker und Jakob Fürchtegott Dielmann angeregt. In Knaus’ Vaterstadt Wiesbaden hatte er mehrfach die Gelegenheit, die Arbeit Dielmanns Willingshäuser Dorfschmiede von 1845 in einem privaten Kunstkabinett zu bewundern. Knaus und Schreyer wohnten bei der Wirtin Stamm, wurden von Bürgermeister Korell in die gesellschaftlichen Konventionen eingeführt und waren mehrfach Gast bei Baron Schwertzell auf dessen Schloss. Mit ihrer Anwesenheit in Willingshausen begann die überregionale Reputation der Künstlerkolonie Willingshausen als anerkannter Studienort. 1861 wurde der amerikanische Maler E. S. Andrews Schüler von Knaus in Willingshausen.
1858 malte Ludwig Knaus das Gemälde Die Goldene Hochzeit, 1867 sein Bild Hoheit auf Reisen und 1871 Das Leichenbegräbnis in Willingshausen. Knaus wurde für seine Motive weltweit berühmt und es zogen eine große Anzahl deutscher und ausländischer Maler nach Willingshausen, um die hessische Landschaft und das Volksleben abzubilden. In den 1860er Jahren kamen die Schüler Knaus’, Karl Breitbach und Konrad, nach Willingshausen. Es folgten in dieser Zeit der Darmstädter Maler Paul Weber, der Schüler Jakob Beckers Karl Raupp, aus Düsseldorf kamen Heinrich R. Kröh, 1862 Joseph Minjon, Louis Toussaint, Heinrich Leinweber, Ernst Böker, Georg Schwer und Lüdecke. Aus den Niederlanden kamen aus Den Haag der Maler Sadee und aus Arnheim der Maler Henricks. Aus Frankfurt reisten Jakob Hof und aus München T.R.L. Maas nach Willingshausen an. Aus den Vereinigten Staaten von Amerika malten neben Andrews auch John Rosenthal aus Kalifornien, F. Engel aus Albany und Rudolf Alody in dem Malerdörfchen. 1882 arbeitete der Illustrator Paul Thumann in Willingshausen. Er malte zur Erinnerung an seine Zeit in Willingshausen ein Schwälmermädchen an die Tür des Malerstübchens. In den 1870er Jahren bereisten aus Düsseldorf die Genremaler Fritz Sonderland und Hermann Sondermann (Vater) bis in die 1890er Jahre Willingshausen. Der Lehrer an der Berliner Kunstakademie der Landschaftszeichenklasse, Prof. Bellermann, war ebenfalls in den 1890er Jahren in Willingshausen. Aus Weimar zog es Otto Piltz, Woldemar Friedrich und E. Tepper und aus Kassel Fritz Grebe nach Willingshausen. Zudem kam der Frankfurter Maler Peter Becker oftmals in dieser Zeit in das nahe liegende Wasenberg um im Schwalmtal zu arbeiten. 1874 kam Adolf Lins auf Anraten seiner Kasseler Lehrer zum ersten Mal nach Willingshausen.

## Romantik

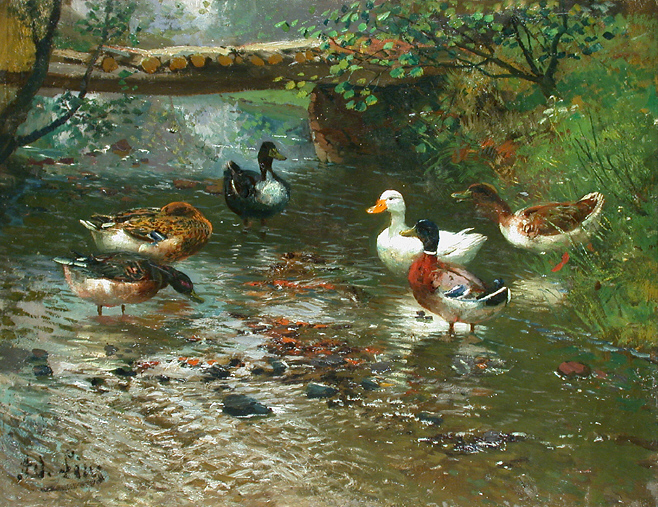
Adolf Lins: Enten am Bach

Mit dem Zuzug des Kasseler Malers Adolf Lins begann die Willingshausener Epoche der Romantik. Er traf in Willingshausen im Gasthaus Haase auf die Absolventen der Düsseldorfer Akademie Hermann Sondermann, Werner Leineweber, Hugo Oehmichen und Nikolaus Barthelmess und die Frankfurter Maler Robert Forell und Garbe, den Berliner Maler Julius Manthe und Professor Hermann Kretzschmer, der den Begründer der physischen Geographie und Naturforscher Alexander Freiherr von Humboldt auf seinen Forschungsreisen begleitete und mit dem Staatsmann und Gelehrten Wilhelm Freiherr von Humboldt befreundet war. Professor Kretschmer berichtete ausgiebig von seinen Forschungsreisen mit Alexander von Humboldt im Willingshausener Malerstübchen. Robert Forell kam bis 1915 regelmäßig nach Willingshausen.

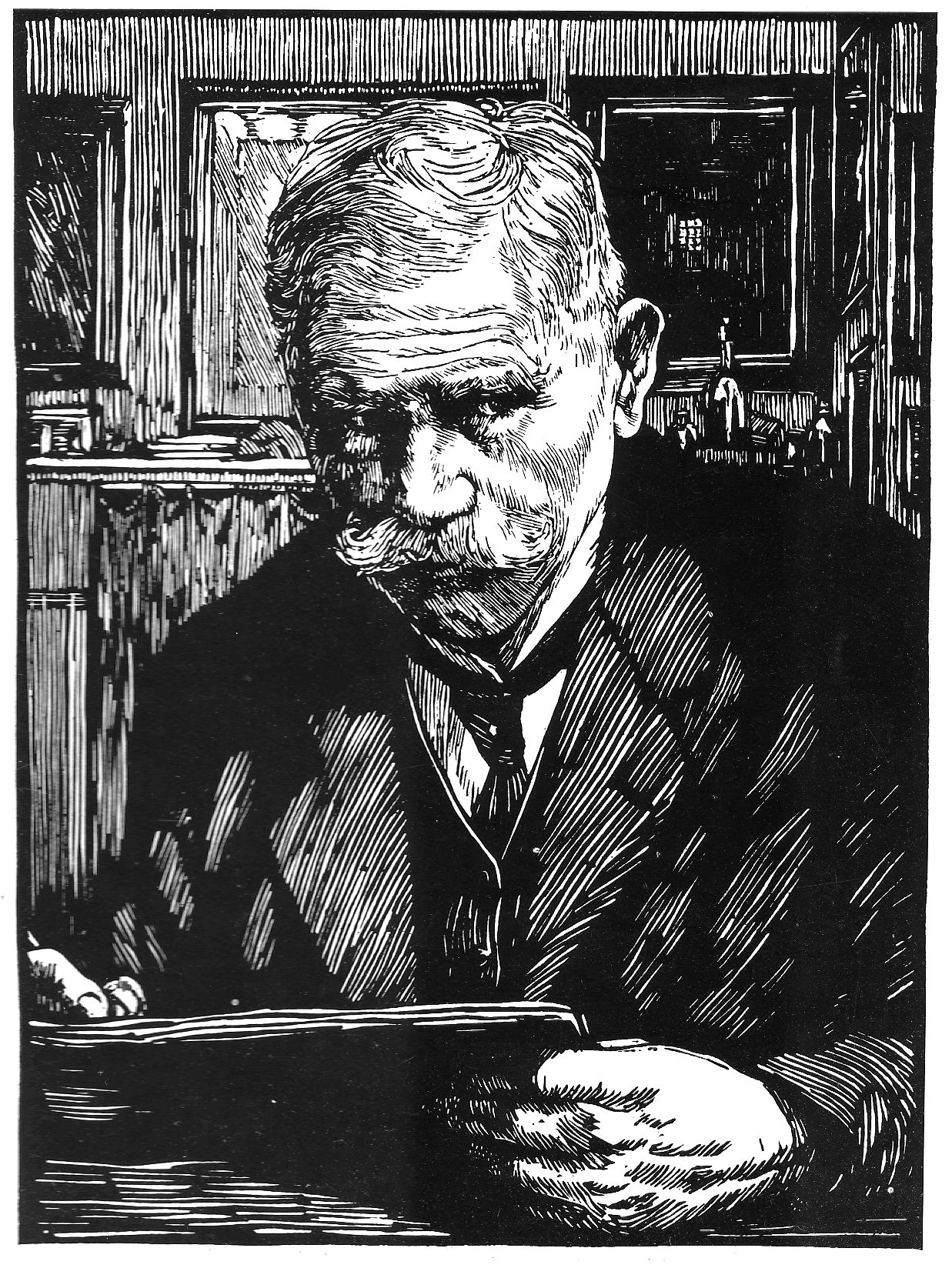
Selbstbildnis von Heinrich Otto

1877 siedelte Adolf Lins nach Düsseldorf über, um 1883 mit seinen Freunden Emil Zimmermann, Hans von Volkmann, Otto Mühlig, dem schwedischen Interieurmaler Anders Montan und Otto Strützel wieder nach Willingshausen zurückzukehren. Hier traf er auf die Kasseler Akademiemaler Heinrich Otto, Theodor Matthei, Heinrich Hoffmann und Fehrenberg. Aus Düsseldorf kamen seit den 1880er Jahren der Engländer Arthur Bambridge, Carl Freiherr von Ledebur und Fritz Schnitzler regelmäßig nach Willingshausen. 1886 entstand Lins’ Bild Lieder ohne Worte. Der Schäfer Hans Hinrich Keller mit seiner Herde gehörte zu den bevorzugten Modellen der Maler. In die Tür des Malerstübchens in Willingshausen verewigte er sich mit einem Gänsezug, einem Tanz und einer Schwälmer Kindergruppe. Weltweiten Ruhm erlangte Adolf Lins, als er 1900 auf der Weltausstellung in Paris eine Goldmedaille für ein Gänsebildnis zugesprochen bekam. Hierdurch wurde die Bekanntheit Willingshausens nochmals erhöht. Bis 1908 kam Adolf Lins fast jährlich nach Willingshausen, bis es ihn schließlich ins nahe liegende Röllshausen zog. An diesem Ort entdeckte er neue bäuerliche Motive und Sujets.
Der Kasseler Maler Heinrich Giebel kam erstmals 1888 und sein Kasseler Malerkollege Hermann Metz 1889 nach Willingshausen. Zu ihnen gesellten sich aus Kassel Heinrich Pierson und der in Willingshausen begrabene Bernhard Klapp. 1889 kam der Landschaftsmaler Karl Bahner nach Willingshausen. In den 1890er Jahren kamen die Figurenmaler Richard Sohn, der Sohn Hermann Sondermanns, Carl Sondermann, der Maler Ahrweiler, der Engländer Crawford, Emil Schwabe, Hauptmann a. D. Binte, Friedrich Bindewald aus Oberhessen, der von 1907 bis 1912 Reichstagsabgeordneter war, und der Schüler von Otto Strützel, der Karikaturist, Zeichner und Maler Eduard Kaempffer aus Münster nach Willingshausen. Kaempffer wurde durch seine Arbeit im Erfurter Rathaus bekannt und stattete das Album des Malerstübchens und den heute nicht mehr existenten Haaseschen Saal aus. 1892 schickte erstmals der Direktor der Kasseler Kunstakademie, Louis Kolitz, seine Schüler nach Willingshausen. Zu ihnen gehörte sein Sohn Hans Kolitz, der Bildnismaler Fritz Rhein und das spätere Mitglied der Münchner Session Hans Fehrenberg. Von der Dresdner Kunstakademie arbeiteten zu Beginn der 1890er Jahre in Willingshausen die Maler Emil Voigtländer-Tetzner, Paul Poetzsch und Wilhelm Claudius. Wilhelm Claudius malte 1910 einen Sämann in Willingshausen. Ende der 1890er Jahre kam der Bad Wildunger Franz-Defregger-Schüler, der Sittenbildmaler Ludwig Blume-Siebert, häufig nach Willingshausen. In dieser Zeit kam auch Ernst Gabler zunächst aus Weimar und anschließend aus Dresden nach Willingshausen. Schließlich kam auf Anraten des Kasseler Professors Carl Wünnenberg Ernst-Ferdinand Eichler (1850–1895), mit dem er mehrere Jahre in Rom zu Studienzwecken war, nach Willingshausen. Vom Juli bis August 1914 war der Kasseler Maler Paul Scheffer in Willingshausen bei den „Hessenmalern“ tätig.

## Hinwendung zum Impressionismus

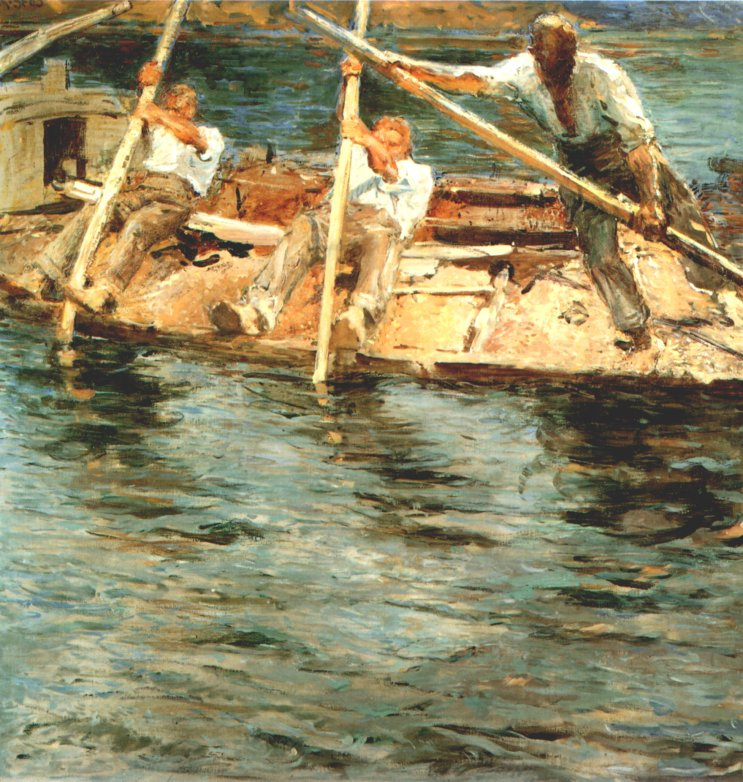
Robert Sterl: Elbebaggerer, 1905

Den Willingshausener Malern schlossen sich 1892 Wilhelm Ritter und Robert Sterl an, der Hallenser Hans von Volkmann 1888, 1887 der Ziegenhainer Carl Bantzer, der (seit 1901 Kunstprofessor) im Sommer der folgenden Jahre Hunderte von Schülern der Königlichen Kunstakademie Dresden zunächst nach Dörnberg und anschließend nach Willingshausen holte. 1887 siedelten sich der Herborner Maler Wilhelm Thielmann, 1901 Walter Waentig und Wolfgang Zeller, 1902 Otto Ubbelohde mit seiner Frau Hanna Unger (Bremen 1873 – Goßfelden 1948), der Malerin Auguste Schepp, und einer Schülerin, Ernst Burmeister und Georg Tränkner, 1903 der Düsseldorfer impressionistische Maler Karli Sohn-Rethel und dessen Schwager Werner Heuser und die Kasselerin Sophie Dörr, 1905 Paul Schönfeld, 1906 Ludwig Muhrmann und der Hamburger Landschaftsmaler Paul Storm, der wieder 1927 bis 1930 und dann ab 1935 in Willingshausen war, 1907 Rudolf Otto und Reinhard Graf zu Solms-Laubach, 1908 der Hofgeismarer Maler Hermann Kätelhön, der böhmische Maler Walther Beyermann und der Chemnitzer Tiermaler Wilhelm Rudolph an. Mit der Teilnahme Carl Bantzers an der Weltausstellung 1904 in St. Louis wurden die Arbeiten der Willingshäuser Künstler in den Vereinigten Staaten von Amerika bekannt und zahlreiche Arbeiten der verschiedensten Künstler fanden als begehrte Sammelobjekte Aufnahme in amerikanischen Kunstsammlungen.

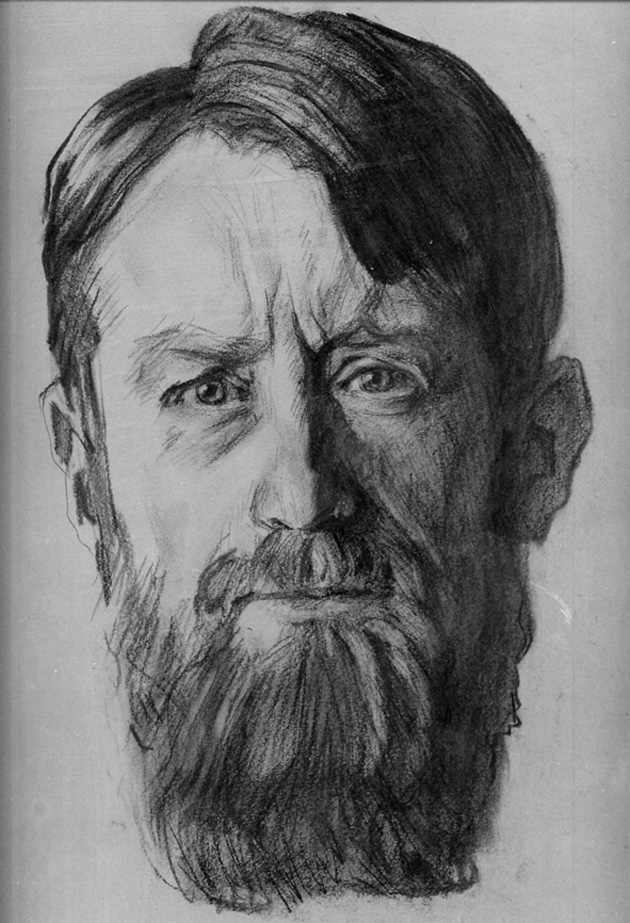
Selbstbildnis Karl Hanusch um 1920, Kohlezeichnung

Von 1906 bis 1907 kam Ewald Egg als Schüler Carl Bantzers erstmals nach Willingshausen, der ab 1938 jedes Jahr wieder den Weg nach Willingshausen fand. Die Kunstakademie Berlin entsendete Franz Eichhorst, Herbert Arnold und Franz Martin zu Studienzwecken nach Willingshausen. Insbesondere Carl Bantzer führte den französischen Impressionismus, den er durch seinen Studienaufenthalt vom Januar bis März 1890 in Paris vertiefte, in Willingshausen ein. 1911 kam aus Bad Wildungen die junge Malerin Alexandra Thilenius als Schülerin von Wilhelm Thielmann nach Willingshausen. 1912 heirateten beide in Willingshausen. Heinrich Ottos Schülerinnen der Düsseldorfer Akademie, die Bonnerin Henriette Schmidt-Bonn und die Eupenerin Lili von Asten arbeiteten seit 1912 in Willingshausen. Von 1911 bis 1914 kamen die Carl-Bantzer-Schüler, der Horner Landschaftsmaler Karl Henckel und der österreichische Freilichtmaler Johannes Lorenz nach Willingshausen. Der Impressionist Paul Baum und der österreichische Freilichtmaler Franz Heide-Plaudler waren erstmals 1914 in Willingshausen. 1917 lernte Hermann Kätelhön seine Frau Toni Plettner in Willingshausen kennen und siedelte nach Essen um. Der Dresdner Maler Franz Hochmann kam 1921 zum Malen nach Willingshausen. Der Kunstprofessor der Kunstakademie Breslau und späterer Direktor der staatlichen Kunstschule Plauen Karl Hanusch kam seit 1922 mit seinen Schülern nach Willingshausen. Als Schüler des nunmehr in Kassel tätigen Akademieprofessors Carl Bantzer kamen sein Sohn Carl Francis Bantzer, Georg Höhmann, Heinrich Dersch und die Malerin Hanna Metzger nach Willingshausen.

## Studienorte in Schwalmgebiet
Nachdem Adolf Lins und Hugo Mühlig 1908 Röllshausen als neuen Studienplatz entdeckt hatten, schlossen sich 1910 Franz Eichhorst und Franz Martin Lünstroth dem neuen Studienort an. Zudem kamen Walter Courtois, Walter Hoeck, Hans Bremer und Ernst Wichert nach Röllshausen. Sie wohnten in der Siebertschen Gastwirtschaft, mit Ausnahme von Walter Hoeck, der in der alten Wassermühle von Röllshausen ein Atelier fand.
Röllshausen liegt im Gegensatz zu Willingshausen nicht im engen bewaldeten Antrefftal, sondern im ausufernden Schwalmtal, das zu dieser Zeit die Weite der Landschaft in der Perspektive der Maler als Sujet wiederfindet. Insbesondere Adolf Lins nutzte als Motiv für seine Bilder die Totenkapelle von Schönberg für sein Bild Aufgehender Mond. Von 1914 bis 1920 bildete der Berliner Maler Franz Eichhorst das Genre des bäuerlichen Lebens in den Bildern Die Hausandacht, Charfreitat, Die Spinnstube, Vesper im Korn, Schnitter bei der Arbeit, Kirmes und Zwei Frauen vor geöffnetem Kleiderschrank ab. Seine nach 1914 entstandenen Kriegsbilder befinden sich heute im Museum Potsdam. Von 1919 bis 1923 lebte Franz Eichhorst ständig in Röllshausen.
Nachdem Karl Mons (1890–1947) zunächst in Willingshausen und Salmshausen gemalt hatte, ging er 1911 nach Röllshausen. Kriegsbedingt unterbrach er seinen Aufenthalt von 1915 bis 1919, ließ sich aber schließlich 1935 endgültig in Röllshausen nieder, wo er sich ein Haus mit Atelier baute. Sein Malerkollege Drescher hatte ebenfalls mehrere Jahre seinen Wohnsitz in Röllshausen.
1934 zog das Künstlerehepaar Karl und Bertha Lenz von Erdhausen nach Röllshausen um. Erstmals malte Karl Lenz einen noch nicht gemalten Typus von Schwälmerinnen, eine alte Schwälmerin in heller Arbeitskleidung auf dem Feld.

### Schrecksbach
Der in Homburg 1878 geborene Emil Beithan kam zunächst 1905 nach Willingshausen, um von 1906 bis 1914 jährlich in Schrecksbach zu leben. In Schrecksbach schuf er die Werke Alter Bauer mit Enkelkind, Spinnstube, Kegelpartie, Schwälmer Paar, Frauen in der Kirche, und den ersten Schwälmer Tanz. 1915 siedelte Emil Beithan nach Röllshausen (heute Gemeindeteil von Schrecksbach im Schwalm-Eder-Kreis) um.

### Obergrenzebach
Von 1894 bis 1921 arbeitete der Frankfurter Maler Jakob Happ in Obergrenzebach. Der Schüler von Gustav Schönleber in Karlsruhe malte Bilder von Kindern, jungen Mädchen und alten Männern, schuf Buchschmuck und illustrierte die Bücher des Seigertshausener Schriftstellers Johann Heinrich Schwalm. Zur gleichen Zeit malte der Mainzer Maler Carl Goebel eine Reihe von Figurenbildern in Obergrenzebach.

### Christerode
In Christerode im Knüll malte der Marburger Maler Karl Doerbecker Landschaften des Knülls. Das Knüllmotiv entdeckte auch der Berliner Maler Willi ter Hell für sich.

## Nationalsozialismus und Expressionismus
Carl Bantzer wurde 1933 bei den Versuchen, einige Mädchen im Bild zu malen sowie ein Schnitterbild anzufertigen, durch die Wirren der Zeit gestört und konnte keines der beiden Bilder zur Ausführung bringen. 1934 wurde sein Bild Hessische Abendmahlsfeier aus der Berliner Nationalgalerie entfernt und nach langwierigen Verhandlungen dem Marburger Universitätsmuseum übergeben. Dennoch malte Carl Bantzer an einer zweiten Fassung des Erntearbeiters Rupp, die als persönliches Geschenk an Adolf Hitler gedacht war. Zu einer Übergabe kam es jedoch nicht. Einen Austausch der Willingshausener Maler mit den Ziegenhainer Malern Stanislaw Kubicki und Albert Wigand gab es während des Nationalsozialismus zu keiner Zeit. Jedoch gehörte der Bauhausschüler Friedrich Wilhelm Bogler, der sich 1929 am Knüllköpfchen sein eigenes Haus baute, zum Bekanntenkreis Carl Bantzers. Willingshausen verschloss sich zunächst der Moderne. Die reichhaltige jüdische Kultur in Willingshausen wurde nicht mehr abgebildet. Der von 1910 bis 1914 in Röllshausen tätige Franz Eichhorst wurde zum Professor an die staatliche Hochschule für freie und angewandte Kunst in Berlin berufen. 1935 malte Karl Mons einen Schwälmer Bauern (in Privatbesitz). 1936 verschönerte der Zellaer Maler Heinrich Knauf ein Landhaus in der Nähe von Berlin. Seit 1936 kam der Gießener Landschafts- und Figurenmaler Hellmuth Müller-Leutert alljährlich nach Willingshausen, und seit 1938 aus Gießen der bayerische Maler Hans Hagenauer, der Wandbilder für die Wetzlarer Kaserne schuf. 1937 malte Karl Lenz in Willingshausen mehrere Straßenszenen. 1939 wurden in der Willingshausener Malerkolonie der aus Bad Wildungen kommende Bad Hersfelder Maler Georg Vollmeder, der in Bochum-Dahlhausen geborene Paul Scholz aus Kassel und der Hallenser Maler Paul Radojewski aktiv. 1944 zog Marianne Heinemann-Thielmann, die den Maler Günther Heinemann heiratete, nach Willingshausen. Beide unterhielten in Willingshausen eine Malschule.

## Neuzeit und Freundeskreis
Nach dem Zweiten Weltkrieg kam es zum einen zu Auflösungserscheinungen, aber gleichzeitig zu einer Ausweitung des Begriffes der Willigshausener Malerkolonie. 1947 kam Vincent Burek in die hessische Schwalm nach Ziegenhain, wo er 1951 die Künstlergruppe „neue schwalm“, einen Ableger der Willingshausener Malerkolonie, gründete. Er führte den späten Expressionismus in Willingshausen ein, der in Willingshausen bisher keinerlei Rolle gespielt hatte. 1945 kam der böhmische Maler Max Barta zum Wartberg. Er war mehrere Male zu Studienzwecken in Willingshausen in der Schwalm, blieb aber am Wartberg wohnen. Die Malschule von Günther Heinemann und Marianne Heinemann-Thielmann wurde Anziehungspunkt zahlreicher realistischer Maler, wenngleich Günther Heinemann der erste abstrakte Maler mit seinen Werken Farnenspiel im Rotbraun und Steingrau in Willingshausen war. Heinrich Knauf wirkte bis zu seinem Tod in Willingshausen.
1977 wurde das Malerstübchen Gerhardt-von-Reutern-Haus als Museum eröffnet. Zum Andenken an die Willingshäuser Maler wird alljährlich ein Kunststipendium vergeben. 2005 wurde ein moderner Anbau für das Gerhardt-von-Reutern-Haus errichtet.
Vom 22. bis 27. Juli 2019 fand in Willingshausen ein Malersymposium mit Künstlern aus acht europäischen Ländern statt, die der Künstler Ben Kamili eingeladen hatte. Es waren Igli Arapi, Italien, Irma Braat, Niederlande, Janko Göttlicher, Dänemark, Ann Larsson-Dahlin, Schweden, Antonin Passemard, Frankreich, Ilmari Rautio, Finnland, Luk van Driessche, Belgien und Ben Kamili, Deutschland, zugleich künstlerischer Leiter. Seitens der Willingshausen Touristik Betriebsgesellschaft zeichnete Ulli Becker-Dippel als Projektleiterin verantwortlich. Künstlern und Organisatoren dieser Symposiumswoche und wollen sich 2020 wieder in Willingshausen treffen. Die Ergebnisse dieser Woche sind bis zum 1. September 2019 in einer Ausstellung zu sehen.

## Bekannte Willingshäuser Maler
- E. S. Andrews
- Heinrich Hoffmann
- Herbert Arnold
- Lili von Asten
- Hermann Bahner
- Carl Bantzer
- Carl Francis Bantzer
- Paul Baum
- Max Barta
- Peter Becker
- Jakob Becker
- Ludwig Hugo Becker
- Emil Beithan
- Friedrich Wilhelm Bogler
- Jean Konrad Bohlender
- Karl Breitbach
- Heinrich Breul
- Vincent Burek
- Georg Burmester
- Vincent Burek
- Fritz Cauer
- Wilhelm Claudius
- Albert Conrad
- Wilhelm Degode
- Carl Friedrich Deiker
- Heinrich Dersch
- Jakob Fürchtegott Dielmann
- Karl Doerbecker
- Ewald Egg
- Franz Eichhorst
- Emilie von der Embde
- Caroline von der Embde
- Hans Fehrenberg
- Conrad Felixmüller
- Friedrich Fennel
- Holger Frank
- Ismael Gentz
- Heinrich Giebel
- Carl Goebel
- Ludwig Emil Grimm
- Eduard Handwerck
- Karl Hanusch
- Jacob Happ
- Joh. Heinrich Hasselhorst
- Günther Heinemann
- Marianne Heinemann-Thielmann
- Willi ter Hell
- Julius Hellner
- Karl Henckel
- August von Heyn
- Dora Hitz
- Franz Hochmann
- Georg Höhmann
- Richard Hoelscher
- Karl Hofer
- Jacob Hoff
- Julius Jung
- Hermann Kätelhön
- Ludwig Knaus
- Albert Kretschmer
- Stanislaw Kubicki
- Karl Lenz
- Adolf Lins
- Karl Mons
- Theodor Matthei
- Ingeborg Mengel
- Hermann Metz
- Joh. Georg Meyer von Bremen
- Eduard Meyerheim
- Hans Meyer-Kassel
- Karl Mons
- Hugo Mühlig
- Bruno Müller-Linow
- Hugo Oehmichen
- Hans Olde
- Heinrich Otto

Willingshausen Malerkolonie, Foto von 1913; v.l.n.r.: Heinrich Giebel, Marlies Dörr, Hermann Kätelhön, Hermann Metz, Wilhelm Thielmann, Adolf Lins, Heinrich Otto, Carl Bantzer

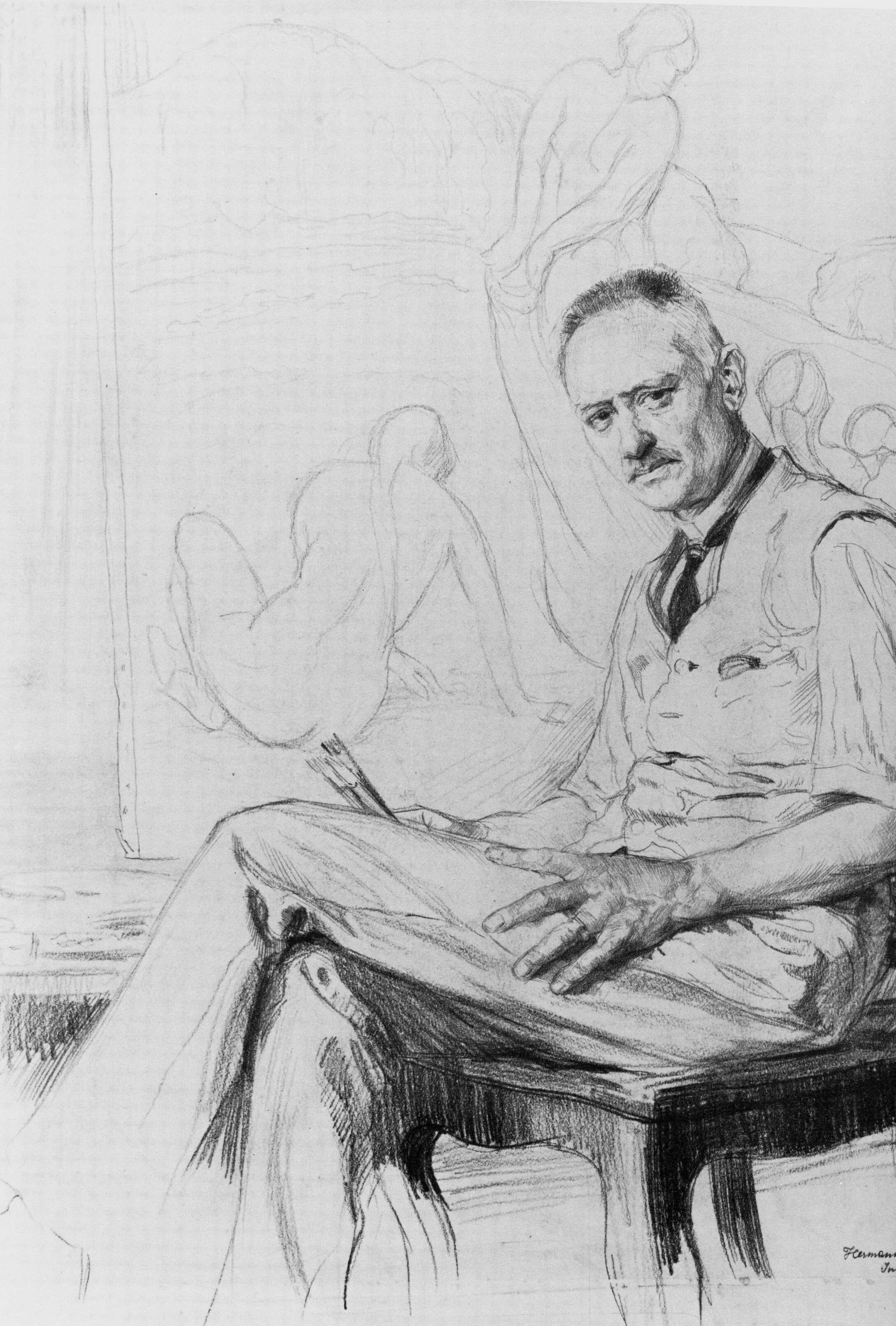
Kurt Burmester, Zeichnung von Hermann Kätelhön (1915)

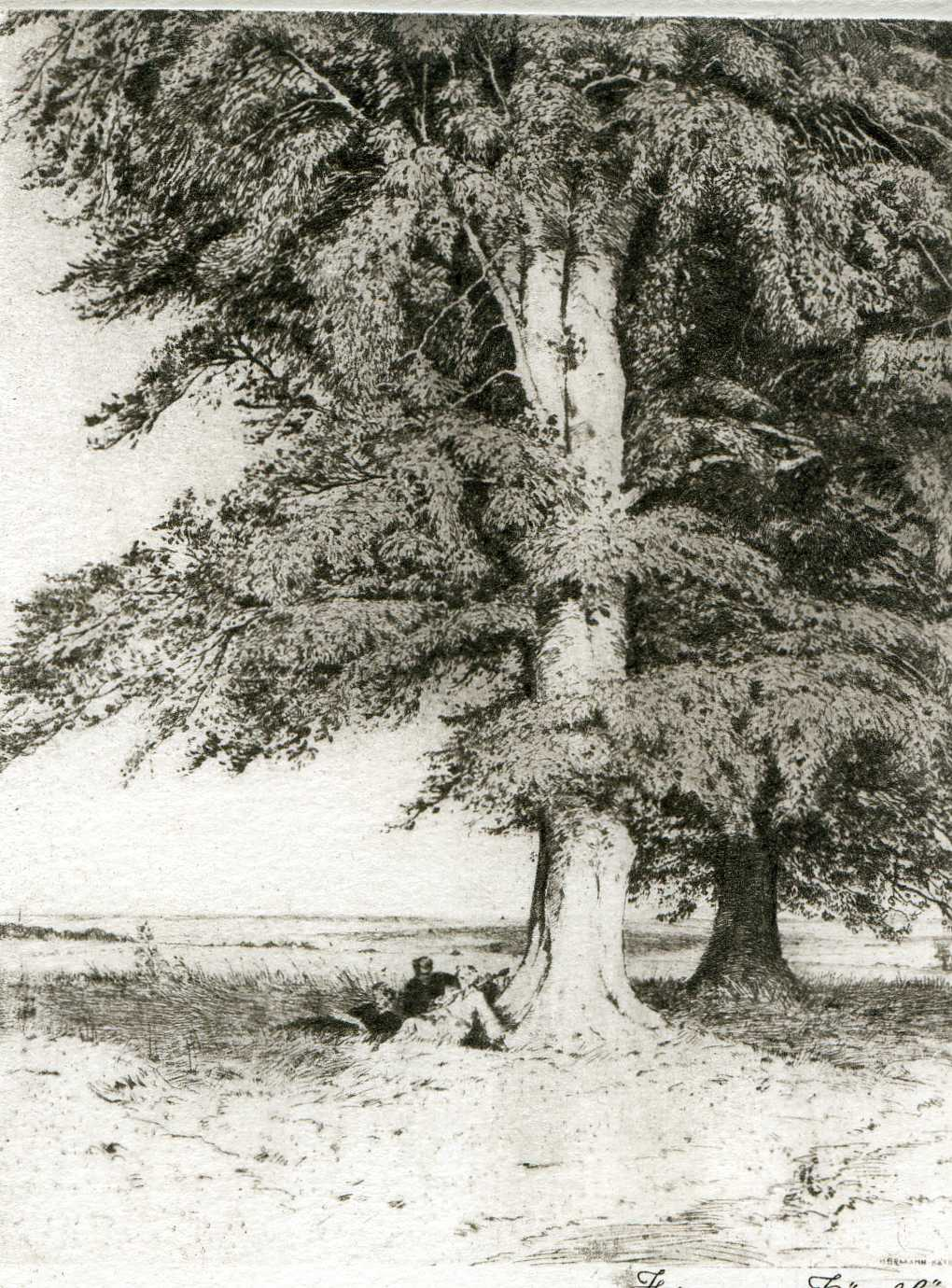
Hermann Kätelhön, Kleiner Sommertag (Radierung)

- Toni Plettner, eigentlich Antonie Plettner (verheiratete Kätelhön)
- Otto Piltz
- Carl Raupp
- Kurt Reuber
- Elisabeth von Reutern
- Gerhardt Wilhelm von Reutern
- Wilhelm Georg Ritter
- Philip L. J. Sadée
- Paul Scheffer
- Walter Schliephacke
- Henriette Schmidt-Bonn
- Paul Scholz
- Adolf Schreyers
- Kurt Schwitters
- Kurt Spangenberg
- Karl Ferdinand Sohn
- Hermann Sondermann
- Inge Stein-Wiese
- Robert Sterl
- Paul Storm
- Otto Strützel
- Wilhelm Thielmann
- Paul Thumann
- Otto Ubbelohde
- Benjamin Vautier
- Hans Richard von Volkmann
- Walter Waentig
- Paul Weber
- Otto Westphal
- Ernst Wichert
- Albert Wigand
- Wilhelm Zastrow
- Wolfgang Zeller
- Emil Zimmermann

## Ausstellung
- 2013: Grimms Märchen im Bild, Kunsthalle Willingshausen
- 2019: Willingshäuser Malersymposium, Kunsthalle Willingshausen